# 王宗平
王宗平（？—926年5月2日），又名王宗贤，中國五代十国時代人物，前蜀高祖王建的第九子，褚姬所生。王宗澤母弟。
光天三年（918年），王宗平被父亲封为忠王。前蜀后主乾德六年（924年），王宗平改封为薛王，罢军使。次年，后唐庄宗李存勖派李继岌、郭崇韬率军灭前蜀。伶人景进向庄宗进言翦除王衍，庄宗便杀害了王衍及其亲族，三月十八甲戌（926年5月2日），王宗平、王宗輅、王宗紀、王宗智、王宗澤、王宗鼎、王宗特、王衍兄弟八人一起死在秦川驿，葬于长安县三赵村。